# Роуз, Ричард
Ричард Роуз (англ. Richard Rose; 14 марта 1917 — 6 июля 2005) — американский мистик, эзотерический философ, писатель, поэт и исследователь паранормальных явлений. Роуз разработал свою собственную систему изучения личных верований и образа жизни людей, названную им «отстранением от лжи» (англ. retreat from untruth). Роуз предложил скептический подход, согласно которому, индивид, в зависимости от конкретного случая, должен отвергать то, что находит неистинным или ложным. Роуз верил в существование высшей истины, которая может быть познана с приложением определённых усилий и с использованием этого подхода.
Роуз изучал человеческую психологию, человеческие слабости, человеческий потенциал, но в то же время критиковал психологию, психиатрию, религию, науку, правовую систему и движение нью-эйдж. В частности, он подвергал критике такие явления, как групповое мышление, догматизм, финансовую мотивацию и следование сомнительным лидерам.

## Публикации
- Albigen Papers, 1973, 1978 ISBN 1-878683-00-4, ISBN 1-878683-07-1
- Energy Transmutation, Between-ness and Transmission, 1975 ISBN 1-878683-02-0
- Psychology of the Observer, 1979, 2001 ISBN 1-878683-06-3
- Meditation, 1981 Pyramid Press
- Carillon: Poems, Essays & Philosophy, 1982 ISBN 1-878683-03-9
- The Direct-Mind Experience, 1985 ISBN 1-878683-01-2
- Profound Writings, East & West, 1988 ISBN 1-878683-05-5
- «The Three Books of the Absolute» appears in The Albigen Papers and in Profound Writings, East & West.
- "Три книги из Абсолюта", перевод